# ペタッチャート
ペタッチャート（イタリア語: Petacciato）は、イタリア共和国モリーゼ州カンポバッソ県にある、人口約3,800人の基礎自治体（コムーネ）。

## 地理

### 位置・広がり

#### 隣接コムーネ
隣接するコムーネは以下の通り。
- グリオネージ
- モンテネーロ・ディ・ビザッチャ
- テルモリ